# Julsø
Julsø (eller Jul sø) ved Silkeborg er den største og dybeste af Himmelbjergsøerne mellem Ry og Silkeborg i det Midtjydske Højland. Da den gennemstrømmes af Gudenåen, er den samtidig også en del af Gudenåsystemet.
Himmelbjerget ligger ved Julsø. Ved Julsø finder man bl.a. Hotel Julsø, samt FDF's lejrområde Sletten, som blandt andet bruges til deres store landslejre (Julsølejr) hvert 5. år.
Der er fire navngivne mindre øer i søen, her nævnt efter størrelse: Møgelø (med adskillige bebyggelser), Lilleø, Alø og Bregnø. Mellem Lilleø og Møgelø nær mågekolonien (Bregnø), er der "Graven", som er målt til en dybde på 19 meter.
Med Laven på nordsiden af søen ligger det middelalderlige voldsted Dynæs, på en odde ud i søen.